# Sansone e Dalila (Rubens)
Sansone e Dalila è un dipinto a olio su tavola (185x205 cm) di Peter Paul Rubens, databile al 1609 circa e conservato nella National Gallery di Londra.

## Storia
L'opera venne dipinta poco dopo il rientro dell'artista ad Anversa, di rientro dall'Italia. Il committente era Nicollas Rockox, un amico di Rubens nonché notabile in vista della, città che era stato più volte borgomastro e incaricato in vari pubblici uffici, come ad esempio quello di ufficiale della Gilda degli Archibugieri che, pochi anni dopo, commissionò all'artista il Trittico della deposizione dalla croce della cattedrale di Anversa. La destinazione del dipinto era privata, ovvero la decorazione del gran salone della sua casa, venendo appeso sopra la mensola del camino, a quasi quattro metri d'altezza. L'artista tenne conto di questa destinazione quando concepì la prospettiva generale del dipinto.
Esistono due disegni preparatori dell'opera, uno a inchiostro e acquerello su carta (16.4x16,2 cm) nella collezione van Regleren-Altena di Amsterdam e un bozzetto a olio su tavola (51,8x50,6 cm) nel Cincinnati Art Museum.
È stata acquistata dal museo nel 1980. Nel settembre 2021 una perizia basata esclusivamente sul confronto con altre opere dello stesso autore, ha valutato questo dipinto come "non dipinto da Rubens" con una probabilità del 91.78% .

## Descrizione
Il dipinto, ispirato ad un episodio biblico, raffigura Sansone che si è addormentato sulle gambe dell'amata Dalila. Essa, che ha scoperto il segreto della forza prodigiosa dell'uomo racchiuso nella sua folta capigliatura, viene corrotta dai filistei, alla cui stirpe essa stessa appartiene, per farlo rapare, rendendolo inerme e catturabile (Libro dei Giudici 16: 17-20).
In primo piano, illuminati dal chiarore di una candela retta da una vecchia sulla sinistra e da un braciere a lei prossimo, ci sono Dalila a seno scoperto (il raffinato erotismo conferma il carattere privato dell'opera) e Sansone col torso nudo dormiente. Su di lui un filisteo opera cautamente il taglio con delle forbici: sulla destra e più al buio, da una porta socchiusa, altri filistei spiano l'operazione. Sullo sfondo, sopra le teste dei due personaggi principali, viene raffigurata una statua di Venere e Cupido in una nicchia, che richiama la causa della sconfitta dell'eroe.
L'opera mostra tutta l'esuberanza dello stile di Rubens, con colori intensi e pastosi, stesi in pennellate energiche, capaci di creare scene di grande teatralità. Vi si leggono influenze dell'antico, nel torso di Sansone, di Michelangelo, nella sua muscolatura accentuata, e di Caravaggio, nell'abbandono del braccio che ricorda quello della Deposizione (1602-1604) per Santa Maria in Vallicella a Roma, chiesa per la quale anche Rubens aveva lavorato.
Notevole il concerto di colori che esaltano l'ambientazione notturna: il bruno delle pareti, il viola della tenda, l'oro e l'amaranto della veste di Dalila. Numerosi i brani di virtuosismo, dall'effetto raso nei panneggi in primo piano al tour de force luministico, dalla coperta ricamata ai piedi della donna alla pelliccia che cala dal torso di Sansone.